# فاتوس آرابي
فاتوس آرابي (بالألبانية: Fatos Arapi) شاعر وكاتب قصص قصيرة ومترجم وصحفي ألباني، ولد في زفيرنيتس قرب فلورا في ألبانيا في سنة 1930، وتوفي في 11 أكتوبر 2018 في تيرانا. فاز بجائزة الإكليل الذهبي في سنة 2008.

## سيرته
ولد في سنة 1930. درس علم الاقتصاد في صوفيا (بلغاريا) بين 1949 و1954 ثم عاد إلى تيرانا ليعمل صحفياً. اكتشف موهبته الشعرية وبدأ بتدريس الأدب الألباني المعاصر في كلية الآداب بجامعة تيرانا.

## أعماله
فاتوس آرابي من رواد التجديد في الشعر الألباني في ستينات القرن العشرين. ترجم إلى الألبانية أعمال عدد من الشعراء مثل بابلو نيرودا ونقولا فابتساروف.